# Lorenzo Prezzato
Lorenzo Prezzato (1555 – 29 de outubro de 1610) foi um prelado católico romano que serviu como bispo de Chioggia (1601–1610).

## Biografia
Lorenzo Prezzato nasceu em 1555 em Veneza, na Itália. Em 4 de junho de 1601, Lorenzo Prezzato foi nomeado bispo de Chioggia durante o papado de Clemente VIII. A 12 de junho de 1601, foi consagrado bispo por Girolamo Bernerio, bispo de Ascoli Piceno, tendo Aurelio Novarini, arcebispo de Dubrovnik, e Raffaele Inviziati, bispo de Cefalônia e Zante, servindo como co-consagradores. Serviu como bispo de Chioggia até à sua morte a 29 de outubro de 1610.